# 遮熱
遮熱（しゃねつ）とは、熱輻射による熱移動を防ぐことを指す造語。伝導による熱伝達を遅らせる「断熱材」との差別化を図る商業的な目的で、1990年代頃から商品説明などに利用されるようになった。

## 概要
「遮熱」を理解するには、まず「放射」を理解する必要がある。断熱は、熱伝導による熱エネルギーの伝播を減ずることを意味するが、遮熱は、放射の侵入を遮蔽することを意味する。放射は、電磁波であり、熱エネルギーでないため、「遮熱」という表現には問題があるが、商品説明などに便利なため、一般に使用されるようになった。
太陽から地球に放射されている日射エネルギーも放射であるが、地球上の物質に吸収されるまでは、電磁波であり、熱量をもたない。日射は、何らかの物体に吸収された時点で、はじめて熱エネルギーに変換される。
よって、建物の窓などから、日射が侵入し、壁や床などで吸収され熱エネルギーに変換される前、これを遮蔽することを目的とした、ブラインドやルーバーなどのような遮蔽物の遮蔽効果を意味する。
省エネルギーなどの効果においても、根本的に断熱とは異なる効果を意味する。

## 既知の問題点
一般には、遮蔽した物質自身が、ある程度の放射を吸収し熱に変換するので、それ自身の温度上昇がある。そのため、遮蔽物が発する熱により、室内が暑くなることもあるため、遮蔽物と接する部分の断熱が組み合わされることが重要である。
板ガラスなど、光を透過する物質では、可視光線が持つ放射エネルギーを透過することになるので、結果として遮蔽効果を出すことが難しい。近年は、可視光線をできるだけ透過させ、赤外線を遮蔽するように開発された銀によるコーティングを用いて、透過性のある日射遮蔽材も利用されている（Low-E複層ガラスなど）。

## 放射の効果的遮蔽方法
放射の遮蔽は、電磁波の反射および吸収が行われるとよい。反射により、地球上に日射エネルギーを再放射することで、ヒートアイランド現象などの原因となることもあるが、建物や物体の温度上昇を抑えるためには、反射による遮蔽が最も効果的である。銀などの金属薄膜による効果や、白い色など色調による効果が考えられる。
一方、吸収による遮蔽は、遮蔽材物質自身の温度上昇があるため、周辺物質への温度伝達などに注意が必要である。せっかく放射を遮蔽しても、これを熱に変換した後、周囲に熱を伝えてしまうことのないような構造や、メカニズムが求められる。熱容量の大きな物質（鉄など）や黒い色などの遮蔽物質を用いると、このような現象が懸念される。
白色のセラミック材などを用いると、多くの放射を反射し、それ自身の温度上昇が少ないので、効果的といえる。